# Traveller
Traveller — дебютный студийный альбом американского кантри-певца и автора-исполнителя Криса Стэплтона, изданный 5 мая 2015 года на студии Mercury Nashville. Альбом спустя полгода возглавил американский хит-парад (№ 1 в Billboard 200) и получил музыкальную награду Грэмми в категории Лучший кантри-альбом на 58-й церемонии Grammy Awards, а также премию «Альбом года» на церемонии Country Music Association Awards 2015 года. К декабрю 2017 года тираж превысил 2 млн копий в США.
В 2022 году альбом был назван одним из лучших кантри-альбомов в истории и занял 34-е место в списке The 100 Greatest Country Albums of All Time журнала «Rolling Stone».

## История
Альбом представляет собой запись кантри-музыки старой школы, смешанного с южным сатерн-роком. В композициях альбома звучат электрогитара, мандолина и акустическая гитара. «The Devil Named Music» рассказывает о тяжелой жизни в дороге, а «Might As Well Get Stoned» содержит лирику покорности. В музыкальном плане «Sometimes I Cry» блюзовая песня, «Nobody to Blame» среднетемповый кантри-рок и «Fire Away» имеет ритм в классической временной сигнатуре соул-баллады. Песня «Daddy Doesn’t Pray Anymore» облекает размышления о своём отце в язык религиозного отступления и ранее была исполнена Джули Робертс в 2013 году. В интервью Rolling Stone Стэплтон сказал: «Если кто-то скажет мне, что это звучит датировано, я отвечу, что это здорово, если только дата будет 1978 год. Мои любимые вещи написаны тогда».
Альбом вышел 5 мая 2015 года на студии Atlantic Records. Стэплтон написал или выступил соавтором всех 14 треков альбома, кроме двух. В альбом вошли кавер-версия сингла Дэвида Аллана Коу «Tennessee Whiskey», написанная под влиянием блюза, и песня Чарли Дэниелса «Was It 26», написанная Доном Сэмпсоном. Стэплтон был сопродюсером альбома вместе с Дэйвом Коббом.

## Коммерческий успех
10 мая альбом дебютировал на позиции № 2 в кантри-чарте Top Country Albums и на № 14 в мультиформатном хит-параде Billboard 200 с тиражом сначала всего в 27,000 копий в первую неделю.
Однако, после весьма успешного совместного выступления Криса Стэплтона вместе с Justin Timberlake на церемонии Country Music Association Awards, альбом после отсутствия с сентября снова вошёл в чарт Billboard 200 и сразу на позиции № 1 с тиражом 177,000 эквивалентных альбомных единиц (включая 153,000 истинных альбомных копий). Согласно данным журнала Billboard, всплеск продаж был вызван эффектом массовой аудитории, смотревшей по телевидению громкое выступление Криса Стэплтона 4 ноября на церемонии CMA Awards. Traveller стал первым кантри-альбомом, дебютировавшим на первом месте Billboard 200 за последние четыре года после Clear as Day (2011) певца Скотти МакКриэри, победителя 10-го сезона телешоу American Idol 2011 года. Кроме того, альбом поставил новый рекорд: это первый в истории диск, сразу попавший на первое место после повторного вхождения в чарт (re-enters at No. 1).
К ноябрю 2015 года тираж в США составил 249,000 копий.
Альбом сохранил первое место в США и во вторую неделю с тиражом 124,000 эквивалентных альбомных единиц (включая 97,000 истинных альбомных копий). После двух недель лидерства, он позднее снова вернулся на вершину чарта.
К декабрю 2015 года тираж составил 520,000 копий в США. В тот же месяц Traveller был сертифицирован в золотом статусе Recording Industry Association of America (RIAA).
К ноябрю 2016 года тираж составил 1,6 млн копий в США, а к январю 2017 — 1,8 млн. К июлю 2017 года тираж превысил 2 млн копий продаж в США и он стал вторым самым продаваемым кантри-альбомом 2017 года (после второго студийного диска Стэплтона From A Room: Volume 1). Он установил рекорд по числу недель на первом месте фолк-чарта Americana/Folk Albums (81 неделя к августу 2019 года). Альбом возглавлял итоговые годовые хит-парады кантри-альбомомв Billboard Year-End Top Country Albums в 2016 и 2017 годах подряд.
24 июля 2019 года он был сертифицирован в 4-кратном платиновом статусе за тираж в 4 млн единиц в продажах и стрим-потоках. К марту 2020 года тираж составил 4,3 млн единиц в США, включая 2,6 млн копий традиционных продаж.
15 мая 2023 года альбом стал первым кантри-альбомом, который провёл более 400 недель в Billboard 200.

## Отзывы
| Совокупная оценка   | Совокупная оценка |
| Источник            | Оценка            |
| ------------------- | ----------------- |
| Metacritic          | 85/100            |
| Оценки критиков     |                   |
| Источник            | Оценка            |
| AbsolutePunk        | [ 27 ]            |
| AllMusic            | [ 28 ]            |
| Billboard           | [ 8 ]             |
| Digital Journal     | A                 |
| Exclaim!            | 9/10              |
| NPR                 | (Favorable)       |
| Punknews.org        | [ 32 ]            |
| The Daily Telegraph | [ 33 ]            |
| Wall Street Journal | (Favorable)       |

Альбом получил положительные отзывы музыкальных критиков и интернет-изданий. На сайте Metacritic, который присваивает нормализованный рейтинг из 100 баллов рецензиям музыкальных критиков, альбом получил средний балл 85, что означает «всеобщее признание», на основании 6 рецензий. В рецензии для Billboard редактор Кейтлин Уайт поставила альбому четыре из пяти звезд, описав Traveller как «торжественный альбом, работу человека, охваченного непостоянством жизни», отметив «подводные течения сожаления, потери и покорности» в таких песнях, как «Daddy Doesn’t Pray Anymore», «Nobody to Blame» и «Devil Named Music». Говоря о звуковом направлении пластинки, она отметила: «Песни Стэплтона одновременно ритмичны и нюансированы, возможно, это побочный продукт многих лет, проведенных за написанием песен для других. В них есть персонажи, которые остаются симпатичными, даже когда они бросаются сломя голову в погоню за разорением, удачей или случайностью». Уайт заключил: «Это триумфальный дебют, в котором воплощена вся суть жизни, превратив её в адское путешествие». В Los Angeles Times Рэнди Льюис написал: «Пронзительное перо Стэплтона сочетается с его проникновенным голосом для трогательного исследования всего спектра эмоций человеческого опыта».

### Итоговые списки
В январе 2025 года альбом включён в список лучших альбомов первой четверти XXI века (номер 103 в списке The 250 Greatest Albums of the 21st Century So Far).
| Публикация           | Список                             | Ранг     | Ссылка |
| -------------------- | ---------------------------------- | -------- | ------ |
| American Songwriter  | Top 50 Albums of 2015              | 1        | [ 37 ] |
| Billboard            | 25 Best Albums of 2015             | 13       | [ 38 ] |
| Brooklyn Magazine    | The Best of 2015                   | no order | [ 39 ] |
| Brooklyn Magazine    | The 20 Best Country Albums of 2015 | 2        | [ 40 ] |
| Entertainment Weekly | The 40 Best Albums of 2015         | 7        | [ 41 ] |
| Entertainment Weekly | 10 best country albums of 2015     | 13       | [ 42 ] |
| NPR                  | 50 Favorite Albums of 2015         | no order | [ 43 ] |
| Rolling Stone        | 50 Best Albums of 2015             | 21       | [ 44 ] |
| Rolling Stone        | 40 Best Country Albums of 2015     | 3        | [ 45 ] |
| Stereogum            | The 50 Best Albums of 2015         | 43       | [ 46 ] |

## Награды и номинации
Альбом получил премию «Лучший альбом года» от Country Music Association Awards (вместе с ещё двумя наградами для певца как «Лучший новый артист года» и «Лучший мужской вокал года»).
Журнал Rolling Stone назвал альбом одним из лучших альбомов 2015 года и включил в свои списки «50 Best Albums of 2015» и «40 Best Country Albums of 2015» (№ 3).
| Год  | Награда                           | Категория                 | Результат | Ref.   |
| ---- | --------------------------------- | ------------------------- | --------- | ------ |
| 2015 | Country Music Association Awards  | Album of the Year         | Победа    | [ 47 ] |
| 2016 | Grammy Awards                     | Альбом года               | Номинация | [ 52 ] |
| 2016 | Grammy Awards                     | Кантри-альбом года        | Победа    | [ 52 ] |
| 2016 | Academy of Country Music Awards   | Album of the Year         | Победа    | [ 53 ] |
| 2016 | Billboard Music Awards            | Top Country Album         | Победа    | [ 54 ] |
| 2016 | American Country Countdown Awards | Album of the Year         | Победа    | [ 55 ] |
| 2016 | Americana Music Honors & Awards   | Album of the Year         | Номинация | [ 56 ] |
| 2017 | iHeartRadio Music Awards          | Country Album of the Year | Победа    | [ 57 ] |
| 2017 | Billboard Music Awards            | Top Country Album         | Победа    | [ 58 ] |

## Список композиций
| №                   | Название                     | Автор(ы)                            | Длительность |
| ------------------- | ---------------------------- | ----------------------------------- | ------------ |
| 1.                  | «Traveller»                  | Chris Stapleton                     | 3:42         |
| 2.                  | «Fire Away» ()               | Stapleton Danny Green               | 4:04         |
| 3.                  | «Tennessee Whiskey»          | Dean Dillon Linda Hargrove          | 4:52         |
| 4.                  | «Parachute»                  | Stapleton Jim Beavers               | 4:13         |
| 5.                  | «Whiskey and You»            | Stapleton Lee Thomas Miller         | 3:56         |
| 6.                  | «Nobody to Blame»            | Stapleton Barry Bales Ronnie Bowman | 4:04         |
| 7.                  | «More of You»                | Stapleton Bowman                    | 4:37         |
| 8.                  | «When the Stars Come Out»    | Stapleton Dan Wilson                | 4:16         |
| 9.                  | «Daddy Doesn't Pray Anymore» | Stapleton                           | 4:09         |
| 10.                 | «Might as Well Get Stoned»   | Stapleton Jimmy Stewart             | 4:37         |
| 11.                 | «Was It 26»                  | Don Sampson                         | 4:49         |
| 12.                 | «The Devil Named Music»      | Stapleton                           | 6:07         |
| 13.                 | «Outlaw State of Mind»       | Stapleton Bowman Jerry Salley       | 5:37         |
| 14.                 | «Sometimes I Cry»            | Stapleton Clint Ingersoll           | 4:02         |
| Общая длительность: | Общая длительность:          | Общая длительность:                 | 1:03:29      |

## Чарты
| Чарт (2015—2016)                   | Высшая позиция |
| ---------------------------------- | -------------- |
| Австралия (ARIA)                   | 47             |
| Германия (Offizielle Top 100)      | 53             |
| Канада (Canadian Albums Chart)     | 4              |
| Новая Зеландия (RMNZ)              | 13             |
| Шотландия (Scottish Albums Chart)  | 93             |
| Великобритания (UK Albums Chart)   | 67             |
| США (Billboard 200)                | 1              |
| США (Billboard Top Country Albums) | 1              |
| США (Billboard Folk Albums)        | 1              |

| Чарт (2015)                       | Позиция |
| --------------------------------- | ------- |
| US Billboard 200                  | 68      |
| US Top Country Albums             | 9       |
| Чарт (2016)                       | Позиция |
| Canadian Albums Chart             | 14      |
| US Billboard 200                  | 7       |
| US Top Country Albums             | 1       |
| Чарт (2017)                       | Позиция |
| Canadian Albums (Billboard)       | 48      |
| US Billboard 200                  | 19      |
| US Top Country Albums (Billboard) | 1       |
| Чарт (2018)                       | Позиция |
| US Billboard 200                  | 34      |
| US Top Country Albums (Billboard) | 4       |
| Чарт (2019)                       | Позиция |
| US Billboard 200                  | 49      |
| US Top Country Albums (Billboard) | 4       |
| Чарт (2020)                       | Позиция |
| US Billboard 200                  | 67      |
| US Top Country Albums (Billboard) | 5       |
| Чарт (2021)                       | Позиция |
| US Billboard 200                  | 57      |
| US Top Country Albums (Billboard) | 7       |
| Чарт (2022)                       | Позиция |
| US Billboard 200                  | 47      |
| US Top Country Albums (Billboard) | 6       |

## Сертификации
| Регион                                                      | Сертификация  | Продажи   |
| ----------------------------------------------------------- | ------------- | --------- |
| Канада (Music Canada)                                       | Золотой       | 40,000^   |
| Швейцария (IFPI Switzerland)                                | Золотой       | 10 000    |
| Великобритания (BPI)                                        | Золотой       | 100 000   |
| США (RIAA)                                                  | 6× Платиновый | 6,000,000 |
| ^ Данные о тиражах приведены только на основе сертификации. |               |           |